# Национальный урбанистический центр (КНР)
Национальный урбанистический центр (кит. 国家中心城市) — административный статус крупнейших городов КНР, утверждённых в качестве ведущих метрополий в экономической, политической и культурной жизни страны. В феврале 2010 года этот статус получили: Пекин, Тяньцзинь (т. н. Бохайский экономический округ 环渤海经济圈), Шанхай, Гуанчжоу и Чунцин.
Получение этого статуса обозначает признание ключевой роли города в создании урбанистической инфраструктуры соответствующего региона.